# Єленін (Любуське воєводство)
Єленін (пол. Jelenin, нім. Hirschfeldau) — село в Польщі, у гміні Жагань Жаґанського повіту Любуського воєводства.
Населення — 706 осіб (2011).
У 1975-1998 роках село належало до Зеленогурського воєводства.

## Демографія
Демографічна структура станом на 31 березня 2011 року:
|          | Загалом | Допрацездатний вік | Працездатний вік | Постпрацездатний вік |
| -------- | ------- | ------------------ | ---------------- | -------------------- |
| Чоловіки | 362     | 84                 | 253              | 25                   |
| Жінки    | 344     | 68                 | 199              | 77                   |
| Разом    | 706     | 152                | 452              | 102                  |